# Fariba Vafi
Fariba Vafi est une auteure iranienne née à Tabriz, Azerbaïdjan iranien, en 1962.
Son premier roman, Parande-ye-man, est paru en 2002. Remarqué par la critique, elle a reçu le Prix Yalda, le Golchiri et le Prix Ispahan. 

## Biographie
Fariba Vafi est née à Tabriz en 1962. Sa langue maternelle est l'azéri mais elle écrit en farsi.
Elle vit à Téhéran avec son mari et leurs deux enfants. 
Elle suit une formation à l’école de la police féminine islamique de Téhéran et travaille quelque temps comme ouvrière dans une usine puis gardienne de prison. Selon son éditeur français, Zulma, elle détient un baccalauréat en économie.
Elle publie des textes dans divers périodiques et son premier recueil de nouvelles paraît en 1996 et le deuxième en 1999
Son premier roman, Un oiseau migrateur (2002) traduit en français en 2021 obtient le prix iranien Golshiri en 2002. Il est traduit dans de nombreuses langues européennes, en turc, arabe, arménien et sorani. Le roman raconte, par la voix de la femme, la fin d'un amour et l'accès à l'indépendance.
Secrets de rue est traduit en français et en norvégien
Fariba Wafi réécrit les poèmes de Parvin E'tesami en prose à l'intention des adolescents.
Les récits de Fariba Vafi décrivent des microcosmes dans une langue sobre et teintée de poésie, dressent des portraits de femmes, souvent victimes du patriarcat et de la société et passives face à la violence et les détails de leurs vies et montrent comment elles essaient de se libérer de l'oppression,,.
En Iran, Fariba Vafi est distinguée par les prix Hooshang Golshiri, Yalda, Mheregan et Adab ainsi que par le prix littéraire d'Ispahan. En 2017, elle obtient le prix Ahmad Mahmoud et le prix LiBeratur de la foire du livre de Francfort. 

## Publications
- Dar Omq-e-sahneh, (nouvelles), 1986
- Hatta Vaqti Mikhandidim (nouvelles), 1999
- Parande-ye-man, (roman), 2002
- Tarlan, (roman), 2004
- Rowyay-e-Tabbat, (roman), 2005
- Razi dar Kucheha, (roman), 2008
- Hame-ye Ofoq, (roman), 2011
- Mah Kamel Mishavad, [roman], 2012
- Baad az Payan, 2014
- Rooz-e- Digar Shoura 2020

### Traductions en français
- Un secret de rue, traduction par Christophe Balaÿ de Razi dar Kucheha, Éditions Zulma, 2011.
- Un oiseau migrateur, traduction par Christophe Balaÿ, Serge Safran Éditeur, 2021